# Giacomo Puteo
Giacomo Puteo, właśc. Giacomo del Pozzo (ur. 13 lutego 1495 w Nicei, zm. 26 kwietnia 1563 w Rzymie) – włoski kardynał.

## Życiorys
Urodził się 13 lutego 1495 roku w Nicei, jako syn Antonia del Pozzo i Praxedis Berard i Caulelles. Studiował na Uniwersytecie Bolońskim, gdzie uzyskał doktorat utroque iure. Uzyskał beneficja kościelne na Majorce, a następnie został audytorem i ostatecznie dziekanem Roty Rzymskiej. 18 kwietnia 1550 roku został wybrany arcybiskupem Bari. 20 listopada 1551 roku został kreowany kardynałem prezbiterem i otrzymał kościół tytularny San Simeone Profeta. Był członkiem Rzymskiej Inkwizycji (od 20 stycznia 1552) i prefektem Sygnatury Brewe Apostolskich (od 8 lipca 1552) oraz Trybunału Sygnatury Sprawiedliwości (od lipca 1559). Brał udział w przygotowaniu soboru trydenckiego i stanowczo wspierał kontrreformację. W 1561 roku został mianowany legatem na sobór, jednak stan jego zdrowia uniemożliwił mu podróż. Rok później zrezygnował z zarządzania archidiecezją. Zmarł 26 kwietnia 1563 roku w Rzymie.